# Гарольд Прінс
Гарольд Сміт «Гал» Прінс (англ. Harold Smith «Hal» Prince; нар. 30 січня 1928, Нью-Йорк, США — пом. 31 липня 2019) — американський театральний продюсер і режисер, який здобув популярність завдяки постановці багатьох знаменитих бродвейських мюзиклів другої половини XX століття. Він отримав 21 премію «Тоні» (у тому числі 8 за найкращу режисуру мюзиклу, 8 за кращий мюзикл, 2 за найкращу постановку мюзиклу та 3 спеціальних нагороди), що було абсолютним рекордом на момент отримання останньої в 2006 році.

## Життєпис

### Ранні роки
Народився в Нью-Йорку і був усиновлений родиною Мілтона Прінса, брокера фондової біржі, і Бланш Стерн. Після закінчення Дуайт школи в Нью-Йорку, у віці 16 років Гарольд вступив до Пенсильванського університету, де він вивчав гуманітарні дисципліни протягом наступних трьох років. Після закінчення університету Гарольд служив два роки в армії США на території післявоєнної Німеччини.

### Театральна діяльність
У 1950 році Прінс почав роботу в театрі на посаді асистента помічника режисера під керівництвом відомого театрального продюсера Джорджа Еббота. На цій посаді Гарольд взяв участь у постановці двох мюзиклів, Квитки, будь ласка! (1950) та Назвіть мене мадам (1950). Після повернення з армії він брав участь у постановці мюзиклу Чудове місто в 1953 році, який був відзначений п'ятьма нагородами Тоні.
У 1954 році Гарольд вперше виступає як співпродюсера п'єси Піжамна гра, яка принесла йому першу статуетку «Тоні» за найкращий мюзикл у 1955 році. Наступна робота Гарольда над постановкою бродвейського шоу Кляті янкі як співпродюсера також була відзначена нагородою за найкращий мюзикл в 1956 році. У наступні кілька років Гарольд бере участь у постановці ще кількох п'єс. Постановка Фіорелло!  завоювала для Гала чергову нагороду за найкращий мюзикл в 1960 році, а Смішна пригода по дорозі на Форум принесла постановнику ще дві статуетки у 1963 році.
Свої власні проекти Гарольд почав ставити в 1962 році. Першою самостійною роботою став мюзикл Сімейна справу. Однак постановка витримала всього 65 показів і була знята з програми менш ніж через два місяці. Наступні кілька постановок, в яких він виступав і як продюсер, і як режисер, також були недовговічними, за винятком мюзиклу Скрипаль на даху, поставленого у вересні 1964 року. Скрипаль на даху був відзначений дев'ятьма преміями Тоні і став одним з найуспішніших бродвейських проектів, витримавши більше 3000 постановок за вісім років.
У 1966 році Гарольд стає режисером мюзиклу Кабаре, зібрав у підсумку 8 премій Тоні, і отримує свою першу статуетку за режисерську роботу. З 1970 року Гарольд починає тісну співпрацю зі Стівеном Сондхаймом, американським композитором, поетом і драматургом, з яким вони раніше працювали над Вестсайдською історією. Протягом більш ніж 10 років вони поставили кілька п'єс, які були відзначені різними нагородами: Компанія (1970), Божевілля (1971), Маленька серенада (1973), Тихоокеанські увертюри (1976) та Суїні Тодд (1979).
У 1978 році Прінс на прохання Ендрю Ллойда Веббера ставить поп-оперу Евіта, яка приносить режисерові 17-у та 18-у нагороди Тоні.
У 1981 році припиняється співпраця Сондхайма і Прінса після невдалої п'єси Ми їдемо, їдемо, їдемо, яка була припинена менш ніж через два тижні після прем'єри. Спільна робота відновилася знову лише через більш ніж 20 років у 2003 році в музичній комедії Кураж.
Сповнений рішучості реабілітуватися, він береться за постановку нового мюзиклу Лялькове життя, який продовжив історію Нори Гелмер, описану в п'єсі норвезького драматурга Генріка Ібсена Ляльковий дім. Постановка також була погано сприйнята. Такі проекти, включаючи мюзикли Троянда і Гринд, також виявилися не зовсім вдалими, протримавшись у прокаті 10 днів та 2 місяці відповідно.
В цей час Ллойд Веббер, натхненний успіхом Евіти, знову звернувся до Прінса з проханням взяти на себе постановку мюзиклу" Привид опери. Прем'єра шоу на Бродвеї відбулася 26 січня 1988 року в театрі Маджестік. Постановка стала одним з найуспішніших бродвейських шоу, першим з усіх бродвейських мюзиклів досягнувши позначки 10000 показів і принесла Гарольду чергову премію Тоні.
З кінця 1980-х років Гарольд починає знижувати кількість постановок. Частково це було пов'язано з тим, що останні кілька робіт були негативно сприйняті публікою, частково з тим, що отримувати фінансування на постановки стало складніше. З його робіт 1990-х років варто виділити Плавучий театр (1995), який був відзначений премією Тоні, що стала для режисера 20-ю, а також мюзикли Поцілунок жінки-павука (1993) і Парад (1999).
У 2003 році відбулося возз'єднання Гарольда Прінса і Стівена Сондхайма. Їх новий проект — музична комедія Кураж — відкрився 30 червня в Чикаго.
Внесок Гарольда в розвиток театрального мистецтва був відзначений кількома нагородами, в тому числі Нагородою Центру Кеннеді за внесок в американську культуру (1996), Національною медаллю США у сфері мистецтв (2000), Спеціальною премією Тоні за досягнення в житті (2006), нагородою Американської Академії досягнень у 2007 році
. Театр Гарольда Прінса в Анненберзькій школі комунікацій при Пенсильванському університеті названий на його честь.

### Робота в кіно
Гарольд Прінс почав пробувати свої сили в кіно ще наприкінці 1950-х років, коли брав участь в екранізації двох мюзиклів, Піжамна гра і Кляті янкі. У 1970 році Гарольд вперше став режисером фільму Дещо для кожного. У 1977 році Гарольд екранізує власний мюзикл Маленька серенада, який, хоча і був відзначений премією Оскар за найкращу музику, був невисоко оцінений публікою. Після цього Гарольд припинив роботу в кіно, лише зрідка з'являючись у різних шоу і документальних передачах.

### Особисте життя
26 жовтня 1962 року Харольд Прінс одружився з Джуді Чаплін, донькою американського композитора і музичного режисера Сола Чапліна. У Гарольда та Джуді народилося двоє дітей: дочка Дейзі Прінс, режисер, і син Чарльз Прінс, диригент.

### Смерть
Гарольд Прінс помер у Рейк'явіку (Ісландія) на 92-у році життя після тривалої хвороби.

## Постановки

### Мюзикли
| - Квитки, будь ласка! (Tickets, Please!; 1950) — асистент помічника режисера - Назвіть мене мадам (Call Me Madam; 1950) — асистент помічника режисера - Чудове місто (Wonderful Town; 1953) — помічник режисера - Піжамна гра (The Pajama Game; 1954) — спів-продюсер - Чортові янкі (Damn Yankees; 1955) — спів-продюсер - Нова дівчина в місті (New Girl in Town; 1957) — спів-продюсер - Вестсайдська історія (West Side Story; 1957) — спів-продюсер - Фіореллі! (Fiorello!; 1959) — спів-продюсер - Вестсайдська історія (West Side Story; 1960) — спів-продюсер - Злачное місце (Tenderloin; 1960) — спів-продюсер - A Call on Kuprin (A Call on Kuprin; 1961) — продюсер - Візьміть її, вона моя (Take Her, She's Mine; 1961) — продюсер - Сімейна справа (A Family Affair; 1962) — режисер - Смішна подія по дорозі на Форум (A Funny Thing Happened on the Way to the Forum; 1962) — продюсер - Вона мене любить (She loves me; 1963) — продюсер, режисер - Скрипаль на даху (Fiddler on the Roof; 1964) — продюсер - Бейкер-стріт (Baker Street; 1964) — режисер - Флора — Червона Загроза (Flora, The Red Menace; 1965) — продюсер - Це птах … Це літак … Це Супермен (It's a Bird … It's a Plane … It's Superman; тисячу дев'ятсот шістьдесят шість) — продюсер, режисер - Кабаре (Cabaret; 1966) — продюсер, режисер - Мюзикл (Zorba; 1968) — продюсер, режисер - Компанія (Company; 1970) — продюсер, режисер - Шаленості (Follies; 1971) — продюсер, режисер - Великий бог Браун (The Great God Brown; 1972) — художник-постановник - Дон Жуан (Dom Juan; 1972) — художник-постановник - Маленька серенада (A Little Night Music; 1973) — режисер, продюсер - Сондхейм: музичний триб'ют (Sondheim: A Musical Tribute; 1973) — актор - Візит (The Visit; 1973) — режисер - Залізниця (Chemin de Fer; 1973) — художник-постановник - Свято (Holiday; 1973) — художник-постановник | - Кандид (Candide; 1974) — продюсер, режисер - Любов'ю за любов (Love for Love; 1974) — режисер - На весіллі (The Member of the Wedding; 1975) — художник-постановник - Правила гри (The Rules of the Game; 1974) — художник-постановник - Тихоокеанські увертюри (Pacific Overtures; 1976) — продюсер, режисер - Пліч-о-пліч з Сондхейм (Side by Side by Sondheim; 1977) — продюсер - Деякі з моїх кращих друзів (Some of My Best Friends; 1977) — режисер - У двадцятому столітті (On the Twentieth Century; 1978) — режисер - Суїні Тодд (Sweeney Todd; 1979) — режисер - Евіта (Evita; 1979) — режисер - Ми їдемо, їдемо, їдемо (Merrily We Roll Along; 1981) — режисер - Віллі Старк (Willie Stark; 1981) — режисер - Лялькова життя (A Doll's Life; 1982) — продюсер, режисер - Гра пам'яті (Play Memory; 1984) — режисер - Грінд (Grind; 1985) — продюсер - Привид опери (The Phantom of the Opera; 1986) — режисер - Роза (Roza; 1987) — режисер - Кабаре (Cabaret; 1987) — режисер - Онук королів (Grandchild Of Kings; 1991) — режисер - Поцілунок жінки-павука (Kiss of the Spider Woman; 1993) — режисер - Плавучий театр (Show boat; 1994) — режисер - Окаменівший принц (The Petrified Prince; 1994) — режисер - Свисни за вітром (Whistle Down the Wind; 1996) - Кандид (Candide; 1997) — режисер - Парад (Parade , 1998) — режисер, сценарист - 3hree (3hree; 2000) — керівник, режисер ( The Flight of the Lawnchair Man ) - Голлівудські руки (Hollywood Arms , 2002) — продюсер, режисер - Кураж (Bounce; 2003) — режисер - Lovemusik (Lovemusik; 2007) — режисер - Знайдений рай (Paradise Found; 2010) — з-режисер |

### Фільмографія
- Дещо для кожного (Something for Everyone; 1970) — режисер
- Маленька серенада (A Little Night Music; 1977) — режисер

## Нагороди та номінації
| Нагороди - 1955 Премія Тоні за найкращий мюзикл — Піжамна гра (продюсер) - 1956 Премія Тоні за найкращий мюзикл — Чортові янкі (продюсер) - 1960 Премія Тоні за найкращий мюзикл — Фіореллі! (Продюсер) - 1963 Премія Тоні за найкращий мюзикл — Смішна подія по дорозі на Форум (продюсер) - 1963 Премія Тоні за найкращу режисуру мюзиклу — Смішна подія по дорозі на Форум - 1965 Премія Тоні за найкращий мюзикл — Скрипаль на даху (продюсер) - 1965 Премія Тоні за найкращу режисуру мюзиклу — Скрипаль на даху - 1967 Премія Тоні за найкращу режисуру мюзиклу — Кабаре - 1967 Премія Тоні за Найкращий мюзикл — Кабаре (продюсер) - 1970 Премія «Драма Деск» в номінації «Найкращий режисер» — Компанія - 1971 Премія «Драма Деск» в номінації «Найкращий режисер» — Шаленості - 1971 Премія Тоні за найкращу режисуру мюзиклу — Компанія - 1971 Премія Тоні за найкращий мюзикл — Компанія (продюсер) - 1972 Премія Тоні за найкращу режисуру мюзиклу — Шаленості - 1972 Спеціальна премія Тоні за найтриваліший мюзикл в історії Бродвею — Скрипаль на даху - 1973 Премія «Драма Деск» в номінації «Найкращий режисер» — Маленька серенада - 1973 Премія «Драма Деск» в номінації «Найкращий режисер» — The Great God Brown - 1973 Премія Тоні за Найкращий мюзикл — Маленька серенада (продюсер) - 1974 Премія «Драма Деск» в номінації «Найкращий режисер» — Кандид - 1974 Премія «Драма Деск» в номінації «Найкращий режисер» — Візит - 1974 Премія Тоні за найкращу режисуру мюзиклу — Кандид - 1974 Спеціальна премія Тоні — Кандид - 1979 Премія «Драма Деск» в номінації «Найкращий режисер мюзиклу» — Суїні Тодд - 1979 Премія Тоні за найкращу режисуру мюзиклу — Суїні Тодд - 1980 Премія «Драма Деск» в номінації «Найкращий режисер мюзиклу» — Евіта - 1980 Премія Тоні за найкращу режисуру мюзиклу — Евіта - 1988 Премія «Драма Деск» в номінації «Найкращий режисер мюзиклу» — Привид опери - 1988 Премія Тоні за найкращу режисуру мюзиклу — Привид опери - 1995 Премія «Драма Деск» в номінації «Найкращий режисер мюзиклу» — Плавучий театр - 1995 Премія Тоні за найкращу режисуру мюзиклу — Плавучий театр - 2006 Спеціальна премія Тоні за досягнення в житті - 2007 Премія Академії досягнень | Номінації - 1958 Премія Тоні за Найкращий мюзикл — Нова дівчина в місті (продюсер) - 1958 Премія Тоні за Найкращий мюзикл — Вестсайдська історія (продюсер) - 1964 Премія Тоні за найкращу постановку мюзиклу — Вона мене любить - 1964 Премія Тоні за Найкращий мюзикл — Вона мене любить (продюсер) - 1964 Премія Тоні за найнайкращу режисуру мюзиклу — Вона мене любить - 1969 Премія Тоні за найнайкращу режисуру мюзиклу — Зорба - 1969 Премія Тоні за Найкращий мюзикл — Зорба (продюсер) - 1972 Премія Тоні за Найкращий мюзикл — Шаленості (продюсер) - 1973 Премія Тоні за найнайкращу режисуру мюзиклу — Маленька серенада - 1976 Премія «Драма Деск» в номінації «Найкращий режисер мюзиклу» — Тихоокеанські увертюри - 1976 Премія «Драма Деск» в номінації «Найкращий мюзикл» — Тихоокеанські увертюри (продюсер) - 1976 Премія Тоні за найкращу режисуру мюзиклу — Тихоокеанські увертюри - 1976 Премія Тоні за Найкращий мюзикл — Тихоокеанські увертюри (продюсер) - 1977 Премія «Драма Деск» в номінації «Унікальний театральний досвід» — Пліч-о-пліч з Сондхейм - 1977 Премія Тоні за Найкращий мюзикл — Пліч-о-пліч з Сондхейм (продюсер) - 1978 Премія Тоні за найкращу режисуру мюзиклу — В двадцятому столітті - 1985 Премія Тоні за найкращу режисуру мюзиклу — Грінд - 1985 Премія Тоні за Найкращий мюзикл — Грінд (продюсер) - 1988 Премія «Драма Деск» в номінації «Найкращий режисер мюзиклу» — Кабаре - 1993 Премія Тоні за найкращу режисуру мюзиклу — Поцілунок жінки-павука - 1999 Премія «Драма Деск» в номінації «Найкращий режисер мюзиклу» — Парад - 1999 Премія Тоні за найкращу режисуру мюзиклу — Парад - 2007 Премія «Драма Деск» в номінації «Найкращий режисер мюзиклу» — Lovemusik |